# Caetano Ferrari
Dom Frei Caetano Ferrari, O.F.M. (Pirajuí, 30 de julho de 1942) é bispo-emérito da diocese de Bauru.

## Biografia
Caetano Ferrari professou na Ordem dos Frades Menores em 14 de novembro de 1969. Ordenado presbítero aos 27 de dezembro de 1970.
Foi Vigário Paroquial da Paróquia Santo Antônio, em Duque de Caxias (1971-1972). Dentro da Província Franciscana da Imaculada Conceição do Brasil, foi professor de ensino religioso, filosofia e economia no Colégio Franciscano Diocesano de Lages, onde ficou no cargo por quatro anos, e na Universidade São Francisco da mesma Província de 1973-1985, da qual foi vice-reitor. Eleito Vice Provincial, residindo em São Paulo entre 1986 e 1994, e em seguida, Ministro Provincial da referida Província, eleito em 1994 e com mandato até 2003.

## Episcopado
O Papa João Paulo II nomeou Frei Caetano Ferrari OFM como Bispo Coadjutor da Diocese de Franca em 24 de abril de 2002. Foi ordenado bispo no 7 de julho seguinte, no Ginásio poliesportivo Pedro Murila Fuentes Pedrocão em Franca, pelo cardeal-arcebispo de São Paulo, Cláudio Hummes; os principais co-consagradores foram Dom Arnaldo Ribeiro, Arcebispo de Ribeirão Preto, e Dom Diógenes Silva Matthes, Bispo de Franca.
Nomeado bispo diocesano em 29 de novembro de 2006, tomando posse do governo da Diocese de Franca no dia 7 de dezembro, como segundo bispo.
Nomeado o quinto bispo diocesano de Bauru por Bento XVI em 15 de abril de 2009. Tomou posse no dia 31 de maio.
Dom Caetano Ferrari, sendo pertencente à Província Franciscana da Imaculada Conceição do Brasil fez sua Primeira Ordenação Presbiteral de um "confrade", natural de Bauru, Frei Thiago Hayakawa, que pertence à mesma ordem que o ordenando.
O Papa Francisco aceitou sua renúncia no dia 28 de março de 2018. Permaneceu como Administrador Apostólico da Diocese de Bauru até a posse do seu sucessor Dom Rubens Sevilha, OCD, ocorrida no dia 20 de maio de 2018.
Como Bispo Emérito, Dom Caetano Ferrari, OFM, continua residindo na Diocese de Bauru, sendo Capelão do Mosteiro da Imaculada Conceição, além de Conselheiro da Equipe de Nossa Senhora 13B e Assessor do Setor B das Equipes de Nossa Senhora, Assessor Eclesiástico da PANIB Diocesana.

## Ordenações episcopais
Foi o principal sagrante na ordenação episcopal de:
- Dom Irineu Andreassa, O.F.M.
- Dom Luiz Antônio Lopes Ricci